# Soumaintrain
Soumaintrain és un municipi francès al departament del Yonne i a la regió de Borgonya - Franc Comtat. L'any 2007 tenia 198 habitants.

## Demografia

### Població
El 2007 la població de fet de Soumaintrain era de 198 persones. Hi havia 76 famílies, de les quals 16 eren unipersonals (4 homes vivint sols i 12 dones vivint soles), 32 parelles sense fills i 28 parelles amb fills.
La població ha evolucionat segons el següent gràfic:

### Habitatges
El 2007 hi havia 111 habitatges, 78 eren l'habitatge principal de la família, 30 eren segones residències i 3 estaven desocupats. 109 eren cases i 1 era un apartament. Dels 78 habitatges principals, 70 estaven ocupats pels seus propietaris, 4 estaven llogats i ocupats pels llogaters i 4 estaven cedits a títol gratuït; 1 tenia una cambra, 1 en tenia dues, 19 en tenien tres, 14 en tenien quatre i 43 en tenien cinc o més. 62 habitatges disposaven pel capbaix d'una plaça de pàrquing. A 29 habitatges hi havia un automòbil i a 43 n'hi havia dos o més.

### Piràmide de població
La piràmide de població per edats i sexe el 2009 era:
| Homes | Edats   | Dones |
| ----- | ------- | ----- |
| 0     | 95 o +  | 0     |
| 1     | 90 a 94 | 0     |
| 2     | 85 a 89 | 2     |
| 0     | 80 a 84 | 3     |
| 7     | 75 a 79 | 7     |
| 6     | 70 a 74 | 8     |
| 1     | 65 a 69 | 3     |
| 6     | 60 a 64 | 4     |
| 3     | 55 a 59 | 5     |
| 3     | 50 a 54 | 4     |
| 11    | 45 a 49 | 4     |
| 7     | 40 a 44 | 10    |
| 11    | 35 a 39 | 12    |
| 4     | 30 a 34 | 5     |
| 2     | 25 a 29 | 3     |
| 4     | 20 a 24 | 5     |
| 12    | 15 a 19 | 8     |
| 8     | 10 a 14 | 11    |
| 10    | 5 a 9   | 6     |
| 3     | 0 a 4   | 1     |

## Economia
El 2007 la població en edat de treballar era de 130 persones, 105 eren actives i 25 eren inactives. De les 105 persones actives 98 estaven ocupades (56 homes i 42 dones) i 7 estaven aturades (3 homes i 4 dones). De les 25 persones inactives 9 estaven jubilades, 10 estaven estudiant i 6 estaven classificades com a «altres inactius».

### Ingressos
El 2009 a Soumaintrain hi havia 83 unitats fiscals que integraven 211 persones, la mediana anual d'ingressos fiscals per persona era de 16.969 €.

### Activitats econòmiques
Dels 6 establiments que hi havia el 2007, 1 era d'una empresa de construcció, 1 d'una empresa de comerç i reparació d'automòbils, 1 d'una empresa de transport, 2 d'empreses de serveis i 1 d'una empresa classificada com a «altres activitats de serveis».
Dels 2 establiments de servei als particulars que hi havia el 2009, 1 era un guixaire pintor i 1 perruqueria.
L'any 2000 a Soumaintrain hi havia 12 explotacions agrícoles que ocupaven un total de 581 hectàrees.

## Poblacions properes
El següent diagrama mostra les poblacions més properes.